# Songbu, Macheng
Songbu är en köping (kinesiska: 镇?, pinyin: zhèn) som lyder under staden Macheng i Hubei-provinsen i centrala Kina.
Orten är bland annat känd som skådeplats för Sungpu-morden, då två svenska missionärer mördades 1893.

## Källa
- Johansson, Bengt (2012). Shanghai. Svenskars liv & öden 1847-2012:. Hong Kong: Viking Hong Kong Publications. Libris 13905416. ISBN 9789627650041